# Circuital
Circuital è il sesto album discografico in studio del gruppo musicale statunitense My Morning Jacket, pubblicato nel maggio 2011 dalla ATO Records.

## Tracce
1. Victory Dance – 5:40
2. Circuital – 7:19
3. The Day Is Coming – 3:17
4. Wonderful (The Way I Feel) – 4:17
5. Outta My System – 3:22
6. Holdin' On to Black Metal – 4:19
7. First Light – 3:46
8. You Wanna Freak Out – 3:20
9. Slow Slow Tune – 4:31
10. Movin' Away – 5:13

## Formazione
- Jim James - voce, chitarre, effetti
- Tom Blakenship - basso
- Patrick Hallahan - batteria, percussioni
- Carl Broemel - chitarre, cori, sax
- Bo Koster - tastiere, cori, piano, synth, organo, glockenspiel, percussioni

## Classifiche
- Billboard 200 - #5
- Official Albums Chart - #60